# 劉錫康
劉錫康（英語：Philip Sak-hong LAU，1947年—），現任升岡國際有限公司董事局主席、總經理，以及創辦人。
1947年出生於廣東番禺。父親曾經營家族生意，但後來已破產。於是走到香港發展，便在電子廠進行做學徒，到了1969年，向母親借了10萬港元創立升岡電子有限公司，但到了1973年被日籍商人受騙200萬港元，事業也陷入低潮，在1979年，獲賭王何鴻燊合資在澳門一家電子廠，在1988年4月12日，他一手創立升岡電子有限公司（已被升岡國際有限公司取代）正式在港交所上市。

## 馬主生涯
劉錫康、劉錫鴻、劉錫澳、劉錫淇、劉錫海兄弟、兒子劉日申、女兒劉津津皆為香港賽馬會的會員、馬主，自1991-1992馬季開始擁有以「蝦王」兩字命名的馬匹，名下馬匹包括已退役的「蝦王」、「御蝦王」、「蝦王之星」、「靚蝦王」、「正蝦王」、「愛蝦王」、「快蝦王」、「叻蝦王」、「精蝦王」、「貴蝦王」、「暢蝦王」、「賞蝦王」、「雲吞蝦王」、「甜蝦王」、「旺蝦王」（劉錫康名下）、「蝦王至上」（劉錫鴻名下）、「有錢途」（劉錫澳名下）、「兵奇臨」（劉錫淇名下）、「新蝦王」、「哈蝦巴爸」、「哈蝦王旺」（劉日申名下）、「開心蝦王」（劉錫海名下）、「穿雲箭」（劉錫澳、劉錫淇與劉錫鴻名下）、「但求蝦王」（蝦王之友團體名下）、「活得精彩」、「叻蝦皇」、「蝦李波特」、「阿李蝦蝦」（與李天澤醫生合夥）、「靚蝦女」（劉津津名下）、「神之水滴」、「金榜之星」、現役的「快靚旺」（與黃國堅、李天澤醫生合夥）、「開心菓」（好酒好菜團體名下）、「甜蝦女」（劉津津名下）、「敬蝦王」（劉錫康與劉日申名下）。
「靚蝦王」在香港短途錦標、洋紫荊短途錦標、跑馬地錦標、安田紀念賽、主席短途獎等賽事奪冠，但唯一最大失敗是「叻蝦王」，而「精蝦王」退役後曾有子嗣來港服役。

## 家庭成員
劉錫康兩子一女：劉日東、劉日申、劉津津

## 連結
- 劉錫康觀人察馬具慧眼 太陽報（页面存档备份，存于）
- 升岡國際的崛起之路 金融時報中文版（页面存档备份，存于）
- 劉錫康：下季蝦王一族一定有錢途 明報 （页面存档备份，存于）